# Roznov (Texas)
Roznov egy önkormányzat nélküli település Fayette megyében, az USA Texas államában.
A csehországi Rožnov pod Radhoštěmről nevezték el, a térképeken "Halamicek" néven is látható a morva John Method Halamicek után, aki a város alapítója, postamestere volt.

## Fordítás
Ez a szócikk részben vagy egészben  a   Roznov, Texas című angol Wikipédia-szócikk fordításán alapul.  Az eredeti cikk szerkesztőit annak laptörténete sorolja fel. Ez a jelzés csupán a megfogalmazás eredetét és a szerzői jogokat jelzi, nem szolgál a cikkben szereplő információk forrásmegjelöléseként.